# Peter Campus
Peter Campus (1937, Nova York), és videoartista nord-americà, un dels més importants de la dècada de 1970. La seva experimentació amb la tecnologia i el vídeo li van obrir un munt de noves possibilitats a l'hora de crear obres d'art i potenciar el moviment del videoart.

## Biografia
Des de jove es va aficionar per la pintura i la fotografia. Va estudiar psicologia a la Universitat d'Ohio i després estudis de cinema a Nova York. Va treballar com a productor de televisió i responsable de muntatge, entre altres coses.
Entre 1968 i 1970 Peter Campus va entrar en relació amb el circuit artístic ajudant a la realització de films per Joan Jonas o Charles Ross. Des de llavors ha creat instal·lacions de vídeo experimentant amb la tecnologia, com el croma i el monocanal, fent servir projectors, càmeres i monitors en temps real.
El 1971 va començar a treballar amb vídeos amb una càmera Sony Portapak amb la que va realitzar les seves primeres obres Dynamic Field Series i Double Vision, influenciat per artistes com Bruce Nauman. Va crear alguna obra més i després es va dedicar durant més de 25 anys al món de la fotografia.
Actualment explora el potencial dels ordinadors, realitzant fotografies alterades i altres obres de videoart i treballa com a professor d'art a la Universitat de Nova York.
Les seves obres es troben en les col·leccions més importants del món, incloent el MoMa de Nova York.

## Obres representatives
- 1971 Double Vision
- 1972 Interface
- 1973 Three Transitions
- 1974 R-G-B
- 1974 Negative Crossing
- 1976 East Ended Tape
- 1976 Third Tape
- 1977 Passing Storm
- 1978 Head of Misanthropic Man
- 1999 Video Ergo Sum: divide
- 1999 Video Ergo Sum: dream
- 2000 Death Threat
- 2001 Divide
- 2002 Moments
- 2002 Karnival und jude
- 2003 Edge of the ocean
- 2004 El viejo
- 2004 Time's friction
- 2004 Kathleen in grey
- 2004 Baruch the blessed
- 2004 Beeing
- 2005 Grand and Greene
- 2005 Searching Deserted Places
- 2006 Still Wind

## Exposicions importants
- 1975 Sâo Paulo Biennale
- 1977 Documenta 6
- 1978 Biennal de Venècia
- 1993 Whitney Bienal
- 1995 Biennale de Lió
- 2002 Whitney Bienal

## Col·leccions famoses amb obres seves
- Museu Reina Sofia, Madrid
- Museum of Modern Art, Nova York
- Metropolitan Museum of Art, Nova York
- Whitney Museum of American Art, Nova York
- San Francisco Museum of Modern Art
- Centre Pompidou, París
- Musee National d'Art Moderne, París
- Hamburger Bahnhof, Museum für Gegenwart, Berlín
- Kunsthalle, Bremen
- Philadelphia Museum of Art
- Dallas Museum of Art
- Walker Art Center, Minneapolis
- The Bohen Foundation, Nova York
- Goldman Sachs, Nova York
- The Public Theater, Nova York
- The Neuberger Berman Collection
- Middlebury College Museum of Art
- Princeton University Art Museum
- Norton Museum of Art, West Palm Beach
- National Gallery of Canada, Ottawa